# Nord Noratlas
Nord Noratlas je bilo dvomotorno propelersko vojaško transportno letalo, ki so ga razvili pri francoskem Nord Aviation v 1940ih. Skupno so zgradili 425 letal, ki so se široko uporabljali v različne namene. 
Po koncu 2. svetovne vojne Francoske letalske sile (Armée de l'Air) niso imele sodobnega transportnega letala. Junkers Ju 52 in C-47 sta bili svoj čas uspešni letali, vendar sta imeli omejen tovor, nepraktično nakladnje pri strani in pristajalno podvozje z repnim kolesom. 
Za novo letalo je bilo več predlogov BR-891R Mars, SO-30C in Nord 2500. Leta 1948 sta bila naročena dva Nord 2500 prototipa. Prvi prototip je poletel 10. septembra 1949. Poganjal sta ga dva zvezdastsa batna motorja Gnome-Rhône 14R, vsak s 1600 KM. Na drugem prototipu so uporabili dva močenjša motorja Bristol Hercules 738/9, vsak s 2040 KM.

## Vojaški uporabniki
AngolaAngolske letalske sile
 DžibutiDžibutske letalske sile
 FrancijaFrancoske letalske sile
 NemčijaNemške letalske sile
 GrčijaGrške letalske sile
 IzraelIzraelske letalske sile
 MozambikMozambiške letalske sile
 NigerNigerske letalske sile
 NigerijaNigerijeske letalske sile
 PortugalskaPortugalske letalske sile
 RuandaRuandske letalske sile
 UgandaUgandske letalske sile

## Civilni uporabniki
AlžirijaAir Algérie
 Dominikanska republikaCibao Cargo Airways
 EkvadorAerotaxis Ecuatorianos
 Francija
- ACE/Transvalair
- Union des Transports Aériens
- Union Aéromaritime de Transport

 NemčijaElbeflug

## Specifikacije (Nord N-2501)
Podatki iz Macdonald Aircraft Handbook.; Green 1964, p. 252.
Splošne karakteristike
- Posadka: 4-5
- Število sedežev: 45 vojakov ali 36 padalcev ali 18 nosil ali tovor
- Dolžina: 72 ft 1 in (21,96 m)
- Razpon kril: 106 ft 8 in (32,5 m)
- Višina: 19 ft 8 in (6,0 m)
- Površina kril: 1089 ft² (101,2 m²)
- Teža praznega letala: 29327 lb (13302 kg)
- Uporaben tovor: 18647 lb (8458 kg)
- Maks. vzletna teža: 45423 lb (20603 kg)
- Pogon letala: 2 ×  radialni motor Bristol Hercules 738/739 (proizvajan pri Snecma), 2090 KM (1558 kW)  vsak

 Zmogljivost 
- Maks. hitrost: 273 mph (440 km/h)
- Potovalna hitrost: 199 mph (320 km/h) na višini 1500 metrov
- Doseg: 1550 milj (2500 km)
- Višina leta: 23300 ft (7100 m)
- Hitrost vzpenjanja: 1080 ft/min (5,5 m/s)